# Бібліографія «Видавництва Старого Лева»
«Видавни́цтво Старо́го Ле́ва» — українське книжкове видавництво, найактивніше на українському медіапросторі, засноване у Львові 13 грудня 2001 року Мар'яною Савкою та Юрієм Чопиком. Основним напрямом діяльності є видання літератури для дітей, підлітків і юнацтва сучасних українських та закордонних авторів, а також дорослої літератури, кулінарних книг, альбомів та ін.

## Серії книг

### Книги для малят
- Бжехва Я. На землях Бергамотах. — Л. : Видавництво Старого Лева, 2004. — 32 с. — (Книги для малят) — ISBN 966-96087-8-0.
- Мензатюк З. Казочки-куцохвостики. — Л. : Видавництво Старого Лева, 2006. — 32 с. — (Книги для малят) — ISBN 966-2909-04-4.
- Читай В. Історія про Слоника Дзвоника. — Л. : Видавництво Старого Лева, 2008. — 12 с. — (Книги для малят) — ISBN 978-966-2909-37-1.
- Екгольм Я. У. Людвігові Хитрому — ура, ура, ура!. — Л. : Видавництво Старого Лева, 2009. — 96 с. — (Книги для малят) — ISBN 978-966-2909-40-1.
- Савка М. Чи є в бабуїна бабуся?. — Л. : Видавництво Старого Лева, 2010. — 32 с. — (Книги для малят) — ISBN 978-966-2909-60-9.
- Читай В. Історії Чарівного лісу. — Л. : Видавництво Старого Лева, 2011. — 80 с. — (Книги для малят) — ISBN 978-966-2909-64-7.
- Цвєк Д. Малятам і батькам. — Л. : Видавництво Старого Лева, 2011. — 144 с. — (Книги для малят) — ISBN 978-966-2909-47-0.
- Савка М. Лапи і хвости (картонна книжка). — Л. : Видавництво Старого Лева, 2011. — 12 с. — (Книги для малят) — ISBN 978-966-2909-49-4.
- Січовик І. Хто кричить кукуріку? (картонна книжка). — Л. : Видавництво Старого Лева, 2011. — 12 с. — (Книги для малят) — ISBN 978-966-2909-65-4.
- Кротюк О. Абетка (картонна книжка). — Л. : Видавництво Старого Лева, 2011. — 34 с. — (Книги для малят) — ISBN 978-966-2909-62-3.

### Українська сила
- Мензатюк З. Таємниця козацької шаблі. — Л. : Видавництво Старого Лева, 2006. — 160 с. — (Українська сила) — ISBN 966-2909-03-6.
- Гаврош О. Неймовірні пригоди Івана Сили, найдужчої людини світу. — Л. : Видавництво Старого Лева, 2007. — 192 с. — (Українська сила) — ISBN 978-966-2909-18-0.
- Гаврош О. Пригоди тричі славного розбійника Пинті. — Л. : Видавництво Старого Лева, 2008. — 280 с. — (Українська сила) — ISBN 978-966-2909-36-4.
- Морозенко М. Іван Сірко, Великий Характерник. — Л. : Видавництво Старого Лева, 2010. — 168 с. — (Українська сила) — ISBN 978-966-2909-63-0.

### Казки Старого Лева
- Топеліус З. Подарунок морського царя. — Л. : Видавництво Старого Лева, 2008. — 246 с. — (Казки Старого Лева) — ISBN 978-966-2909-29-6.
- Петріашвілі Ґ. Чудеса Маленького Міста. — Л. : Видавництво Старого Лева, 2009. — 216 с. — (Казки Старого Лева) — ISBN 978-966-2909-41-8.
- Несбіт Е. Книга драконів. — Л. : Видавництво Старого Лева, 2010. — 208 с. — (Казки Старого Лева) — ISBN 978-966-8476-12-9.
- Мілошевський З. Зміїні гори. — Л. : Видавництво Старого Лева, 2010. — 172 с. — (Казки Старого Лева) — ISBN 978-966-2909-50-0.
- Чертова О. Дана і дракон. — Л. : Видавництво Старого Лева, 2011. — 166 с. — (Казки Старого Лева) — ISBN 978-966-2909-68-5.

### Мумі-тролі
- Янсон Т. Країна Мумі-тролів. Книга перша. — Л. : Видавництво Старого Лева, 2004. — 352 с. — (Країна Мумі-тролів) — ISBN 966-96087-7-2.
- Янсон Т. Країна Мумі-тролів. Книга друга. — Л. : Видавництво Старого Лева, 2005. — 432 с. — (Країна Мумі-тролів) — ISBN 966-8476-01-8.
- Янсон Т. Країна Мумі-тролів. Книга третя. — Л. : Видавництво Старого Лева, 2005. — 520 с. — (Країна Мумі-тролів) — ISBN 966-8476-03-4.
- Янсон Т. Капелюх Чарівника. — Л. : Видавництво Старого Лева, 2008. — 224 с. — (Мумі-тролі) — ISBN 978-966-2909-25-8.
- Янсон Т. Комета прилітає. — Л. : Видавництво Старого Лева, 2008. — 216 с. — (Мумі-тролі) — ISBN 978-966-2909-24-1.
- Янсон Т. Мемуари Тата Мумі-троля. — Л. : Видавництво Старого Лева, 2009. — 256 с. — (Мумі-тролі) — ISBN 978-966-2909-31-9.
- Янсон Т. Небезпечне літо. — Л. : Видавництво Старого Лева, 2009. — 200 с. — (Мумі-тролі) — ISBN 978-966-2909-32-6.
- Янсон Т. Країна мумі-тролів. Книга перша. — Л.: Видавництво Старого Лева, 2014. — 352 с. — ISBN 966-96087-7-2
- Янсон Т. Країна мумі-тролів. Книга друга. — Л.: Видавництво Старого Лева, 2014. — 432 с. — ISBN 966-8476-01-8
- Янсон Т. Країна мумі-тролів. Книга третя. — Л.: Видавництво Старого Лева, 2014. — 520 с. — ISBN 966-8476-03-4
- Янсон Т., Маліла С. Рецепти Мумі-мами. — Л.: Видавництво Старого Лева, 2014. — 136 с. — ISBN 978-617-679-064-8

Серія «Мумі-Тролі» на сайті видавництва [Архівовано 5 вересня 2014 у Wayback Machine.]

### Чотири лапи
- Авіжюс Й. Пригоди та походеньки Барда. — Л. : Видавництво Старого Лева, 2009. — 352 с. — (Чотири лапи) — ISBN 978-966-2909-38-8.
- Бердт В., Бердт Я. Марципан Пломбірович. — Л. : Видавництво Старого Лева, 2009. — 152 с. — (Чотири лапи) — ISBN 978-966-2909-44-9.
- Чорний С. Щоденник фокса Міккі. — Л. : Видавництво Старого Лева, 2011. — 120 с. — (Чотири лапи) — ISBN 978-966-2909-66-1.

Серія «Чотири лапи» на сайті видавництва [Архівовано 5 вересня 2014 у Wayback Machine.]

### Читання для реготання
- Стронґ Дж. Ракета на чотирьох лапах. — Л. : Видавництво Старого Лева, 2005. — 192 с. — (Читання для реготання) — ISBN 966-8476-04-2.
- Стронґ Дж. Мій тато і зелений алігатор. — Л. : Видавництво Старого Лева, 2006. — 192 с. — (Читання для реготання) — ISBN 966-8476-08-5.
- Стронґ Дж. Гармидер у школі. — Л. : Видавництво Старого Лева, 2007. — 192 с. — (Читання для реготання) — ISBN 978-966-2909-20-3.
- Стронґ Дж. Знамениті сіднички мого братика. — Л. : Видавництво Старого Лева, 2007. — 192 с. — (Читання для реготання) — ISBN 978-966-2909-13-5.
- Стронґ Дж. Кімнатні пірати. — Л. : Видавництво Старого Лева, 2008. — 160 с. — (Читання для реготання) — ISBN 978-966-2909-27-2.
- Стронґ Дж. Знайомтесь: Фараон!. — Л. : Видавництво Старого Лева, 2008. — 224 с. — (Читання для реготання) — ISBN 978-966-2909-28-9.
- Стронґ Дж. Розшукується Ракета на 4-х лапах!. — Л. : Видавництво Старого Лева, 2008. — 240 с. — (Читання для реготання) — ISBN 978-966-2909-34-0.
- Стронґ Дж. Вікінг у моєму ліжку. — Л. : Видавництво Старого Лева, 2010. — 256 с. — (Читання для реготання) — ISBN 978-966-2909-48-7.

Серія «Читання для реготання» на сайті видавництва [Архівовано 5 вересня 2014 у Wayback Machine.]

### Для дівчат
- Фет М. Моя сестра Каті. — Л. : Видавництво Старого Лева, 2007. — 256 с. — (Для дівчат) — ISBN 978-966-2909-12-8.
- Кеннемор Т. День народження Еліс. — Л. : Видавництво Старого Лева, 2007. — 232 с. — (Для дівчат) — ISBN 978-966-2909-16-6.
- Ґузеєва Н. Жила собі Оленка. — Л. : Видавництво Старого Лева, 2007. — 176 с. — (Для дівчат) — ISBN 978-966-2909-17-3.
- Андрусяк І. Сорокопуди, або як Ліза і Стефа втекли з дому. — Л. : Видавництво Старого Лева, 2009. — 144 с. — (Для дівчат) — ISBN 978-966-2909-43-2.
- Русіна О. Сестричка. — Л.: Видавництво Старого Лева, 2011. — 208 с. — (Для дівчат). — ISBN 978-966-2909-71-5
- Кулідж С. Невгамовна Кейті. — Л. : Видавництво Старого Лева, 2010. — 288 с. — (Для дівчат) — ISBN 978-966-2909-56-2.
- Рутківський В. Ганнуся. — Л.: Видавництво Старого Лева, 2012. — 256 с. — (Для дівчат). — ISBN 978-966-2909-88-3
- Кулідж С. Невгамовна кейті у школі. — Л.: Видавництво Старого Лева, 2013. — 192 с. — (Для дівчат). — ISBN 978-617-679-047-1
- Русіна О. Сімейка Майї. — Л.: Видавництво Старого Лева, 2014. — 240 с. — (Для дівчат). — ISBN 978-617-679-071-6

Серія «Для дівчат» на сайті видавництва [Архівовано 5 вересня 2014 у Wayback Machine.]

### Дивовижна країна Оз
- Баум Л.-Ф. Дивовижний Чарівник Країни Оз. — Л. : Видавництво Старого Лева, 2006. — 256 с. — (Чарівна країна Оз) — ISBN 966-2909-07-9.
- Баум Л.-Ф. Нові пригоди Солом'яника та Бляшаного Лісоруба. — Л. : Видавництво Старого Лева, 2009. — 280 с. — (Чарівна країна Оз) — ISBN 978-966-2909-39-5.

Серія «Дивовижна країна Оз» на сайті видавництва

### Дивовижні світи
- Баррі Дж. Пітер Пен. — Л. : Видавництво Старого Лева, 2007. — 336 с. — (Дивовижні світи) — ISBN 978-966-2909-19-7.
- Енде М. Нескінченна історія. — Л. : Видавництво Старого Лева, 2008. — 560 с. — (Дивовижні світи) — ISBN 978-966-2909-22-7.
- Джонс Д. В. Мандрівний замок Хаула. — Л. : Видавництво Старого Лева, 2008. — 352 с. — (Дивовижні світи) — ISBN 978-966-2909-35-7.
- Джонс Д. В. Повітряний замок. — Л. : Видавництво Старого Лева, 2009. — 312 с. — (Дивовижні світи) — ISBN 978-966-2909-42-5.
- Росич О. Отто, принц Львівський. — Л. : Видавництво Старого Лева, 2009. — 272 с. — (Дивовижні світи) — ISBN 978-966-2909-46-3.
- Росич О. Джовані Трапатоні. — Л. : Видавництво Старого Лева, 2010. — 376 с. — (Дивовижні світи) — ISBN 978-966-2909-55-5.

Серія «Дивовижні світи» на сайті видавництва

### Класні історії
- Бердт В. Мій друг Юрко Циркуль. — Л. : Видавництво Старого Лева, 2010. — 272 с. — (Класні історії) — ISBN 978-966-2909-51-7.
- Бічуя Н. Шпага Славка Беркути. — Л. : Видавництво Старого Лева, 2010. — 176 с. — (Класні історії) — ISBN 978-966-2909-54-8.

Серія «Класні історії» на сайті видавництва

### Планета Чудасія
- Ковальська К. Канікули прибульців із Салатти. — Л. : Видавництво Старого Лева, 2010. — 272 с. — (Планета Чудасія) — ISBN 978-966-2909-53-1.
- Гаврош О. Галуна-Лалуна, або Іван Сила на Острові Щастя. — Л. : Видавництво Старого Лева, 2010. — 384 с. — (Планета Чудасія) — ISBN 978-966-2909-52-4.
- Гридін С. Федько, прибулець з інтернету. — Л. : Видавництво Старого Лева, 2011. — 160 с. — (Планета Чудасія) — ISBN 978-966-2909-61-6.

Серія «Планета Чудасія» на сайті видавництва

### Абетка успіху
- Шефер Б. Пес на ім'я Мані, або Абетка грошей. — Л. : Видавництво Старого Лева, 2008. — 232 с. — (Абетка успіху) — ISBN 978-966-2909-30-2.
- Шефер Б. Кіра й таємниця бублика, або Формування характеру за сім кроків. — Л. : Видавництво Старого Лева, 2009. — 232 с. — (Абетка успіху) — ISBN 978-966-2909-45-6.

Серія «Абетка успіху» на сайті видавництва

### Зіркові історії успіху
- Савка М. Зіркові історії успіху. Від зірок українського спорту. — Л. : Видавництво Старого Лева, 2010. — 88 с. — (Зіркові історії успіху) — ISBN 979-966-2909-59-3.

Серія «Зіркові історії успіху» на сайті видавництва

### Поезія
- Савка М. Квіти цмину. — Л. : Видавництво Старого Лева, 2006. — 128 с. — ISBN 966-2909-05-2.
- Савка М. Тінь риби. — Л. : Видавництво Старого Лева, 2010. — 64 с. — ISBN 978-966-2909-57-9.
- Луцишина О. Я слухаю пісню Америки. — Л. : Видавництво Старого Лева, 2010. — 80 с. — ISBN 978-966-2909-58-6.
- Шоколадні вірші про кохання. — Л. : Видавництво Старого Лева, 2012. — 58 с. — ISBN 978-966-2909-82-1.
- На каву до Львова. — Л.: Видавництво Старого Лева, 2012. — 58 с. — ISBN 978-966-2909-98-2
- Савка М. Пора плодів і квітів. — Л.: Видавництво Старого Лева, 2013. —368 с. — ISBN 978-617-679-030-3
- Чубай Г. П'ятикнижжя. — Л.: Видавництво Старого Лева, 2013. —256 с. — ISBN 978-617-679-024-2
- Антонич Б. І. Чаргород. — Л.: Видавництво Старого Лева, 2013. —112 с. — ISBN 978-617-679-025-9
- Іздрик Ю. AB OUT. — Л.: Видавництво Старого Лева, 2014. —242 с. — ISBN 978-617-679-059-4
- Старовойт І. Гронінгенський рукопис. — Л.: Видавництво Старого Лева, 2014. —111 с. — ISBN 978-617-679-062-4
- Боднар М. Пожертва на світло. — Л.: Видавництво Старого Лева, 2014. —112 с. — ISBN 978-617-679-050-1